# Жарьонки
Жарьо́нки (рос. Жарёнки, ерз. Жаренки) — село у складі Ардатовського району Мордовії, Росія. Входить до складу Чукальського сільського поселення.

## Населення
Населення — 330 осіб (2010; 354 у 2002).
Національний склад (станом на 2002 рік):
- росіяни — 53 %
- ерзяни — 42 %